# Sojuz TMA-01M
Sojuz TMA-01M (ryska: Союз ТMA-01M) var en flygning i det ryska rymdprogrammet. Flygningen gick till Internationella rymdstationen. Farkosten sköts upp från Kosmodromen i Bajkonur, med en Sojuz-FG-raket, den 7 oktober 2010. Man dockade med rymdstationen den 10 oktober 2010. 
Efter att ha tillbringat 159 dagar i rymden lämnade farkosten rymdstationen den 16 mars 2011. Några timmar senare återinträdde den i jordens atmosfär och landade i Kazakstan.
I och med att farkosten lämnade rymdstationen var Expedition 26 avslutad.
Det var den första flygningen med den nya varianten av Sojuz, kallad Sojuz-TMAT.